# بورللا
بورللا (به لاتین: Borella) یک منطقهٔ مسکونی در سری‌لانکا است که در ناحیه کلمبو واقع شده‌است.